# Hexanitrobenzene
Hexanitrobenzene, còn được gọi là HNB, là một hợp chất nổ khối lượng riêng cao có công thức hóa học C6N6O12, thu được bằng cách oxy hóa nhóm amin của pentanitroaniline bằng hydro peroxid trong axit sulfuric.

## Tính chất
HNB có đặc tính không mong muốn là hơi nhạy cảm với ánh sáng và do đó khó sử dụng một cách an toàn. Nó hiện không được sử dụng trong bất kỳ ứng dụng thuốc nổ sản xuất nào, mặc dù nó được sử dụng làm hóa chất tiền chất trong phương pháp sản xuất TATB, một chất nổ khác.
HNB đã được sử dụng thử nghiệm như một nguồn khí đốt cho laser động khí bơm nổ. Trong ứng dụng này, HNB và tetranitromethane được ưa thích hơn các chất nổ thông thường vì các sản phẩm nổ CO2 và N2 là một hỗn hợp đơn giản để mô phỏng các quá trình động khí và khá giống với môi trường laser động khí thông thường. Các sản phẩm nước và hydro của nhiều chất nổ khác có thể can thiệp vào trạng thái dao động của CO2 trong loại laser này.

## Chuẩn bị
Trong Thế chiến II, một phương pháp tổng hợp hexanitrobenzene đã được đề xuất ở Đức và sản phẩm này được cho là được sản xuất ở quy mô bán công nghiệp theo sơ đồ sau:
C6H3(NO2)3 → C6H3 (NHOH)3 (giảm riêng phần)
C6H3(NHOH)3 → C6(NO2)3 (NHOH) 3 (nitrat)
C6(NO2)3(NHOH)3 → C6(NO2)6 (oxy hóa)
Quá trình nitrat hóa hoàn toàn benzen là không thể, bởi vì các nhóm nitro vô hiệu hóa các nhóm để nitrat hóa thêm.

## Thuộc tính bổ sung
- Chapman-Jouget áp lực kích nổ: 43 GPa
- Mật độ tinh thể: 2,01